# Vlag van Leopoldsburg
De vlag van Leopoldsburg werd door de gemeenteraad op 25 april 1989 officieel vastgesteld als de gemeentelijke vlag van de Belgisch Limburgse gemeente Leopoldsburg. Op 20 juli 1989 werd hij door het Bestuur van Vlaanderen bevestigd en uiteindelijk gepubliceerd op 8 december 1990 in het officiële Belgisch Staatsblad.
Officieel wordt de vlag beschreven als:
Kraprood met twee gele afgewende hoofdletters L, overtopt met de Belgische koningskroon.
De tint van de vlag is kraprood, wat de kleur is van de Leopoldsorde, opgericht in 1832. De twee gespiegelde "L"'s vormen de Monogram van koning Leopold I.

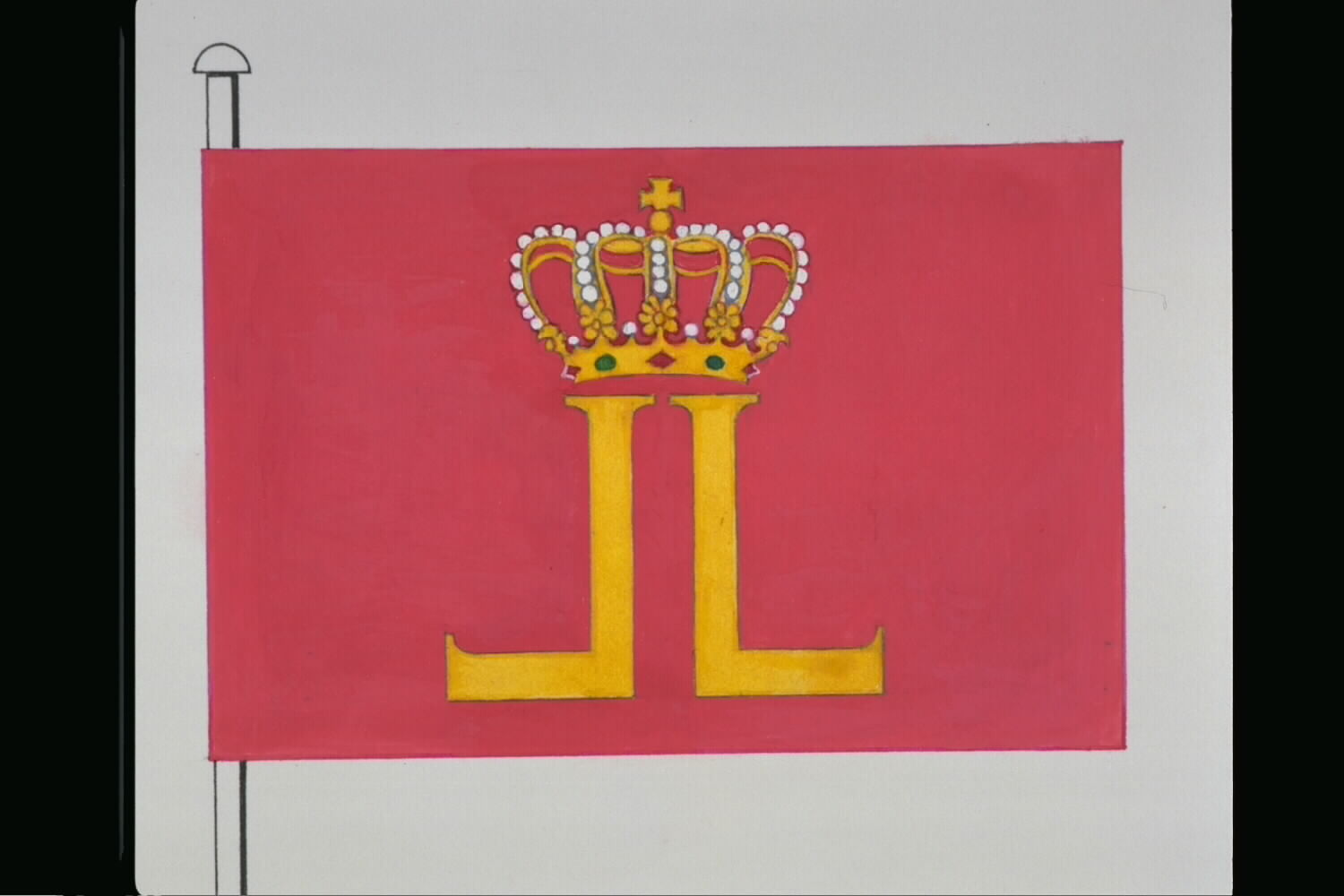
Officiële tekening van de vlag
Monogram van koning Leopold I en koningin Louise Marie.